# Ion Luca Caragiale
Ion Luca Caragiale (Haimanale, Romania 30 de gener de 1852 - Berlín, Alemanya 9 de juny de 1912). Dramaturg, novel·lista, poeta, escriptor, director de teatre, periodista i comediògraf romanès. És considerat per molts un dels més grans escriptors i dramaturgs romanesos de tots els temps.
De molt jove va destacar-se com un gran poeta. Amb només setze anys va entrar al Conservatori d'Art Dramàtic de Bucarest (1868). Al llarg de la seva estada a la capital romanesa va conèixer a Mihai Eminescu i a l'octubre de 1873 va començar escriure al diari Telegraful. Fruit de la seva activitat literària va fer diverses col·laboracions a la Revista contimporană on va publicar diversos poemes, signats ja com I.L. Caragiale. Amb l'esclat de la Guerra d'Independència romanesa (1877), va dirigir Naţiunea română ("Nació romanesa"), publicació que després de sis setmanes va ser prohibida. Al desembre de 1877 va començar a escriure a România Liberă ("Romania Lliure"), escrivint articles de crítica teatral del teatre romanès. El 1878 va entrar a formar part de la Tertúlia literària Juminea ("la joventut" en romanès), on va començar a llegir les seves creacions novel·lístiques i literàries, entre les quals destaca Una nit borrascosa (O noapte furtunoasă), publicada l'any 1879 i que és una comèdia de costums, on l'acció es desenvolupa en la mahala, els ravals de Bucarest.

Estàtua de Ion Luca Caragiale davant del Teatre Nacional de Bucarest

A principis dels anys vuitanta del segle xix va ser nomenat inspector escolar de les províncies de Suceava i Neamţ. A la mort de Mihai Eminescu va publicar l'article În Nirvana al diari Voinţa naţională ("Voluntat Nacional"), on feia un petit homenatge al seu amic desaparegut. L'any 1880 va publicar la farsa teatral El senyor Leonides i la reacció (Conu Leonida faţă cu reacţiunea), on es ridiculitzava a un burgès mediocre que somnia amb la revolució i s'altera pel soroll que fan uns borratxos. La seva obra més actual i important de Caragiale va ser publicada l'any 1884. Aquesta és Una Carta Perduda (O scrisoare pierdută), on fa una sàtira dels costums d'una classe política romanesa corrupta i mancada de principis morals i ètics.
Amic íntim de Titu Maiorescu, a qui va conèixer a les tertúlies de Juminea, quan aquest fou nomenat Ministre d'Educació el va fer nomenar el 26 de juny de 1888 director del Teatre Nacional romanès (Teatrul National). El 8 de juny de 1889 es va casar amb Alexandrina Burelly, filla de l'artista Gaetano Burelly. Quan el seu amic Maiorescu va ser destituït del càrrec ministerial, Caragiale va dimitir de la direcció del Teatre Nacional (5 de maig de 1889). Com a reacció de la convulsa situació política va escriure el drama La calúmnia (Năpasta), on enduria el seu missatge respecte a la classe política romanesa. A partir d'aquell moment va augmentar la seva activitat com a conferenciant i a escriure diversos articles a nombrosos diaris de l'època, establint tota mena de col·laboracions al respecte.

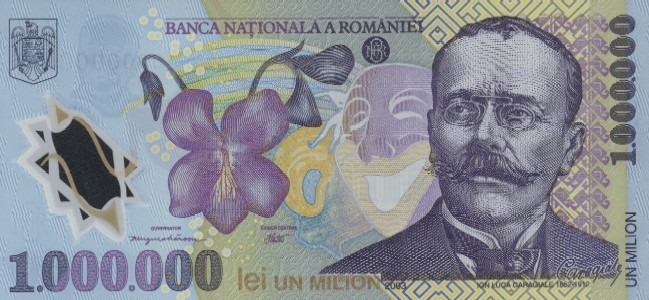
Bitllet d'un milió de leis romanesos on apareix Ion Luca Caragiale

Al març de 1905 va establir-se definitivament a Berlín on va escriure diversos volums de contes (1908 i 1910). El 9 de juny de 1912 va morir de forma sobtada a la seva residència berlinesa. Les seves restes mortals van arribar a territori romanès el 18 de novembre del mateix any, on va ser enterrades al cementiri de Şerban-Vodă.
Caragiale es va destacar per ser un prolífic autor, ja que va tocar molts camps i estils diferents, destacant-se en tots pel seu humor intel·ligent i la seva fina ironia, no mancada d'un cert interès per recollir la crua situació d'una naixent nació romanesa, de la que sempre es va sentir orgullós de formar part.